# Botanika

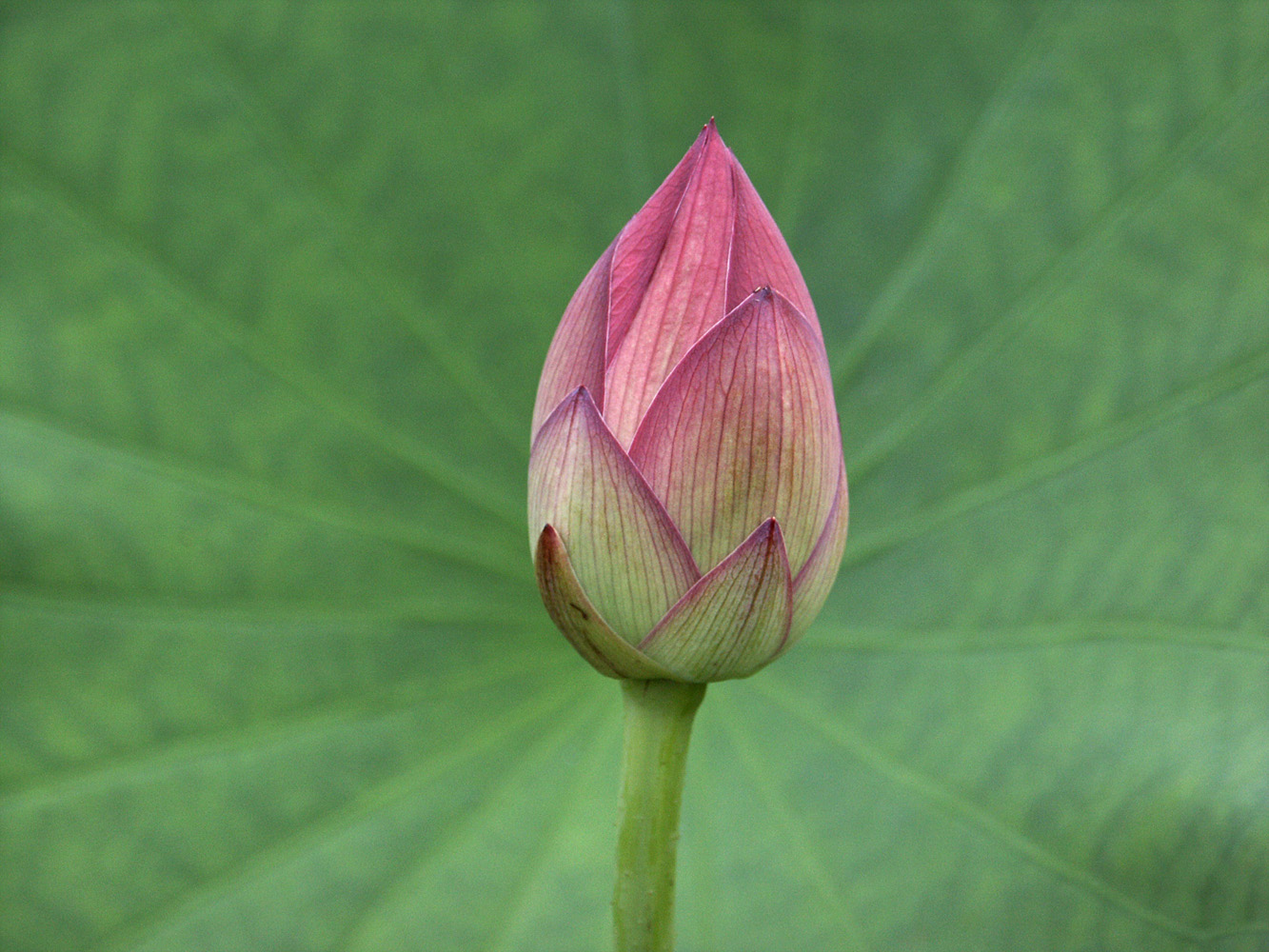
Pąk kwiatu lotosu (Nelumbo), w tle liść

Budowa komórki roślinnej

Położenie roślin (Archaeplastida) na drzewie filogenetycznym organizmów żywych

Botanika (gr. botanē = zieleń, owoc, roślina), roślinoznawstwo – dział biologii zajmujący się roślinami. Obejmuje całokształt wiedzy o świecie roślin i związanych z nimi zjawiskach. Szeroki zakres problematyki jest przyczyną wyodrębniania licznych, w różnym stopniu samodzielnych działów, wymagających stosowania swoistych metod i technik badawczych.

## Zakres botaniki
Podobnie jak w przypadku innych organizmów stanowiących przedmiot badań biologii, rośliny badane są na każdym poziomie ich organizacji: od molekuł począwszy, poprzez geny, organelle, komórki, tkanki, organy, osobniki, populacje po zbiorowiska roślinne. Na każdym z tych poziomów botanicy zajmują się poznaniem klasyfikacji (taksonomii), struktury (anatomii i morfologii) oraz zasad funkcjonowania (fizjologii i socjologii) roślin.
W skład tradycyjnie pojmowanej botaniki włączana jest także nauka o grzybach (mykologia), glonach (fykologia), także o sinicach (cyjanobakteriach) i innych bakteriach (bakteriologia). Wywodzi się to z dawnych poglądów systematycznych łączących wszystkie organizmy nie należące do zwierząt w jedną grupę z roślinami.

### Główne działy botaniki
- organografia roślin – bada budowę roślin, głównie wyższych[2],

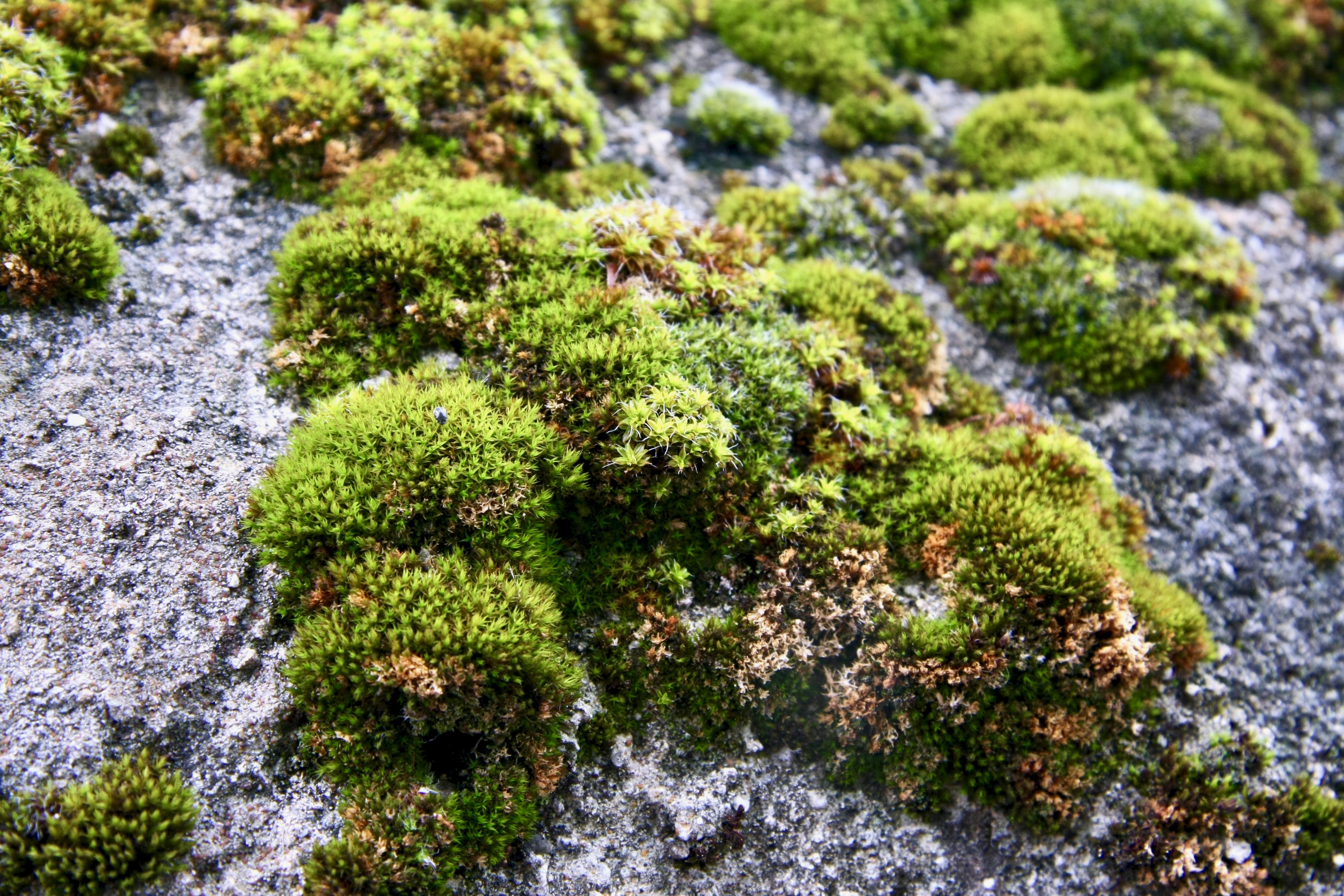
Mech pokrywający betonową ścianę

- Mech pokrywający betonową ścianęanatomia roślin – nauka o budowie wewnętrznej roślin[2],
- histologia roślin – nauka o rozwoju, budowie i funkcjach tkanek[2],
- morfologia roślin – nauka o budowie zewnętrznej roślin[2],
- karpologia – nauka o owocach, nasionach oraz sposobach rozsiewania się roślin,
- cytologia roślin – nauka o budowie wewnętrznej i funkcjach komórek roślinnych[2],
- fizjologia roślin – nauka o procesach życiowych roślin oraz funkcjach ich organów[2],
- biochemia roślin – nauka o związkach chemicznych i procesach ich biosyntezy w organizmach roślinnych[2],
- genetyka roślin – nauka o dziedziczności i zmienności roślin[2],
- embriologia roślin – nauka o rozwoju zarodkowym roślin[2],
- fitofenologia – nauka o związkach między warunkami klimatycznymi i porami roku, a periodycznymi zjawiskami w rozwoju roślin,
- systematyka – porządkuje różnorodność roślin za pomocą systemu klasyfikacyjnego[2],
- taksonomia roślin – klasyfikacja, nazewnictwo i hierarchizacja roślin[2],
- paleobotanika – zajmuje się roślinami kopalnymi[2],
- palinologia – nauka o pyłkach roślin,
- geobotanika – bada relacje między roślinami i środowiskiem naturalnym[2],
  - ekologia roślin – nauka o wzajemnych oddziaływaniach roślin i ich grup ze środowiskiem[2],
  - florystyka – zajmuje się inwentaryzacją florystyczną[2],
  - fitogeografia (geografia roślin) – bada rozmieszczenie roślin[2],
  - fitosocjologia (fitocenologia, socjologia roślin) – nauka o roślinności i organizacji zbiorowisk roślinnych[2],
- syntaksonomia (taksonomia zbiorowisk roślinnych) – tworzy system klasyfikacyjny zbiorowisk roślinnych,
- botanika stosowana – bada praktyczne zastosowanie roślin w różnych rodzajach działalności człowieka,
  - botanika rolna – zajmuje się problematyką roślin w rolnictwie,
  - botanika leśna – zajmuje się problematyką roślin w leśnictwie,
  - botanika rybacka – zajmuje się problematyką roślin w rybactwie,
  - botanika farmaceutyczna, botanika lekarska, farmakognozja – zajmuje się zastosowaniem roślin w medycynie[2],
- historii botaniki – bada rozwój botaniki na przestrzeni dziejów.

Ze względu na ograniczenie przedmiotu badań do określonych grup systematycznych lub ekologicznych roślin wyróżnia się:
- agrostologię – naukę o trawach,
- fykologię – naukę o glonach,
- ampelografię – naukę o winorośli,
- batologię – naukę o jeżynach,
- briologię – naukę o mszakach,
- dendrologię – naukę o drzewach i krzewach,
- orchidologię – naukę o storczykach,
- pterydologię – naukę o paprotnikach,
- rodologię – naukę o różach.

## Znaczenie i cele botaniki

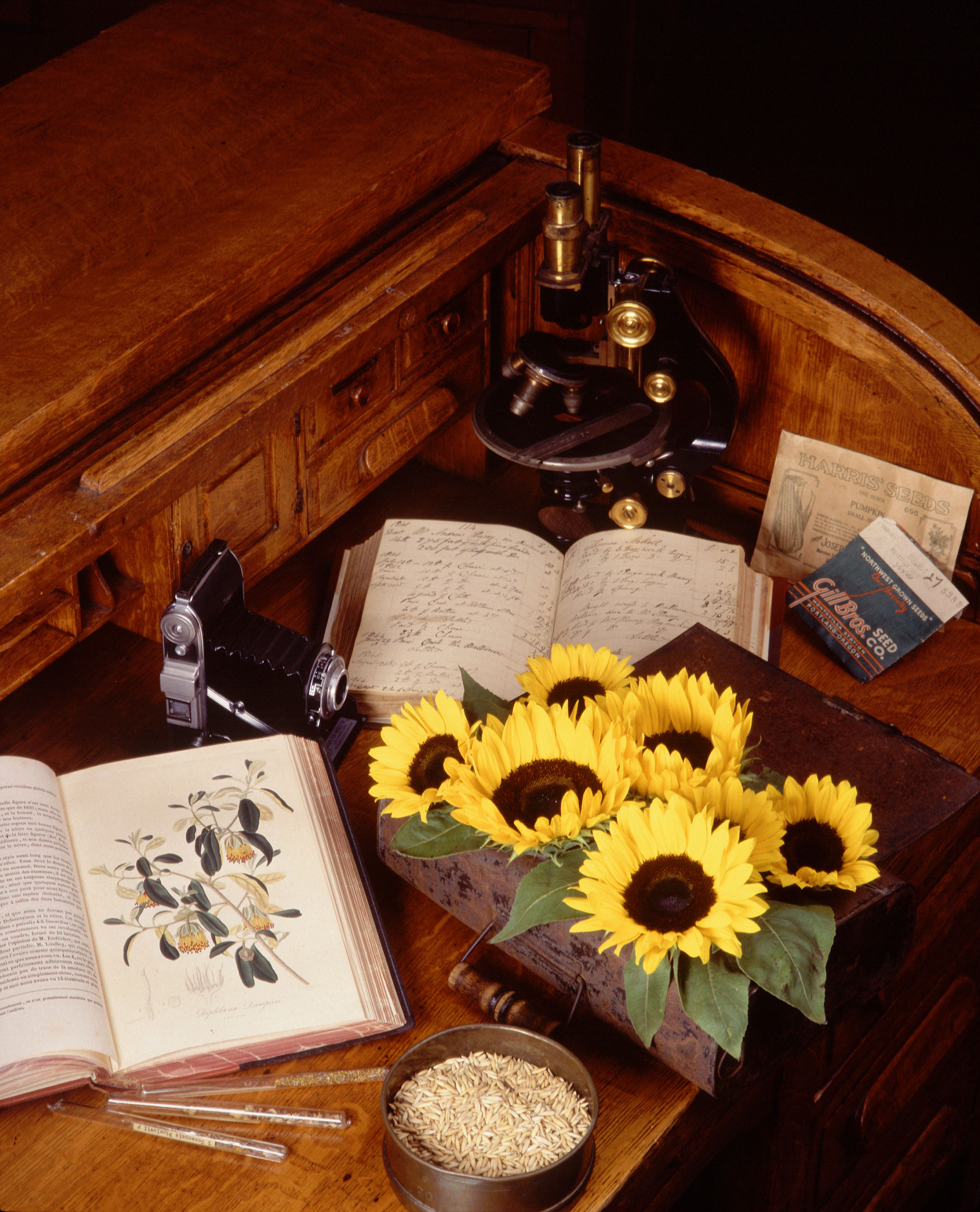
Tradycyjny warsztat pracy botanika

Botanika należy do nauk podstawowych, a więc realizuje cele poznawcze. Poznanie realizowane jest poprzez obserwacje świata roślin oraz procesów w nim zachodzących, a także wykonywanie doświadczeń zarówno w warunkach naturalnych, jak i laboratoryjnych. Jako część biologii korzysta z podstawowych teorii biologicznych takich jak teoria komórkowa, teoria ewolucji, teoria kodu genetycznego. Jednocześnie teorie powstałe w ramach pracy botaników są częścią ogólnych teorii biologicznych. Gromadzone informacje o roślinach może być i jest szeroko wykorzystywane przez człowieka do podnoszenia dobrobytu oraz utrzymywania odpowiedniej jakości środowiska życia człowieka. Efektem wykorzystania wiedzy botanicznej są ścisłe związki z naukami stosowanymi w tym z rolnictwem, leśnictwem, ogrodnictwem, medycyną oraz biotechnologią i ochroną środowiska.
Rośliny są fundamentalną częścią życia na Ziemi. Dostarczają nam: tlen, pożywienie, włókna, drewno, papier, paliwa, leki, barwniki, żywice, olejki eteryczne, kauczuk. Rośliny wiążą dwutlenek węgla. Kształtują nasze środowisko życia oddziałując na warunki klimatyczne, zmniejszając zanieczyszczenia powietrza i hałas. Wpływają także na naszą kulturę ze względu na walory estetyczne, krajobrazowe, dawniej posiadały także znaczenie religijne.
Poznanie budowy, organizacji i funkcjonowania świata roślin jest ważne dla społeczności ludzkiej i jej przyszłości ponieważ pozwala na:
- wyżywienie społeczności ludzkiej
- dostarczanie leków, paliw i innych produktów
- zrozumienie właściwości życia
- zrozumienie przyczyn, zakresu i perspektyw zmian w środowisku.

## Historia botaniki

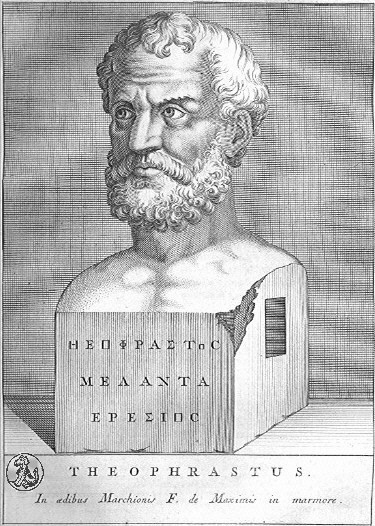
Teofrast jest uważany za ojca botaniki

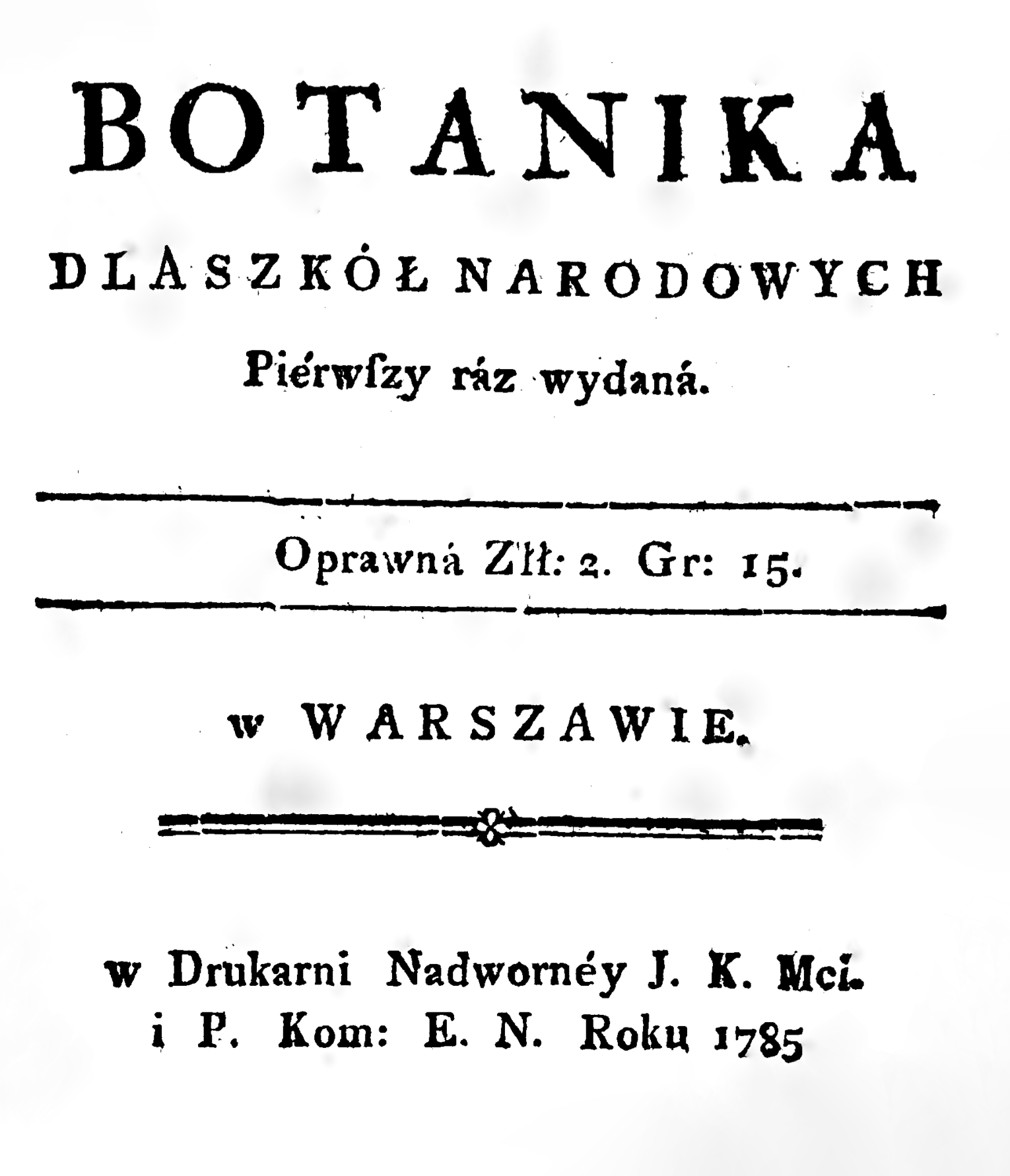
Krzysztof Kluk, Botanika dla szkół narodowych z 1785 roku wyd. z inicjatywy Towarzystwa do Ksiąg Elementarnych.

Uznawanym twórcą botaniki jako nauki jest Teofrast żyjący w latach 371-286 p.n.e. filozof Antycznej Grecji. Dwa dzieła: Περί φυτώv ιστoρίας (Historia Plantarum, Historia naturalna roślin) oraz Περί φυτώv αιτιώv (O przyczynach roślin) są dwoma pierwszymi naukowymi opracowaniami omawiającymi odpowiednio botanikę ogólną oraz fizjologię roślin. Wprawdzie opisy i klasyfikacje roślin tworzone były wcześniej przez Arystotelesa, nauczyciela Teofrasta, jednak do współczesności zachowały się jedynie fragmenty tego dzieła. Teofrast opisał i nazwał około 550 gatunków roślin. Jego opisy uwzględniały budowę, rozwój i sposób odżywiania. Zapoczątkowany w starożytności pogląd, że cały pokarm rośliny pobierają przez korzenie z gleby, chociaż fałszywy, przetrwał aż do XIX wieku. Podział systematyczny roślin na cztery grupy, utrzymywał się do XVI wieku. Ze względu na pierwsze tak szerokie opisanie świata roślin Teofrast uważany jest za ojca botaniki. Innym znaczącym starożytnym dziełem, zbierającym informacje o roślinach leczniczych było dzieło greckiego lekarza zatrudnionego w służbie cesarzy rzymskich, Dioskurydesa. De materia medica zawierała opis około 700 roślin i produktów pochodzenia roślinnego i aż do epoki renesansu wyznaczała standard w botanice medycznej i farmakologii. Została przetłumaczona na łacinę, syryjski oraz arabski. W kolejnych kopiach dzieła prawdopodobnie następcy Dioskurydesa dopisywali synonimy nazw roślin w co najmniej kilkunastu językach. Opisy i klasyfikacje roślin zawarte są także w najstarszych zabytkach piśmiennictwa hinduskiego – w Wedach. Także w starożytnych Chinach opisywano rośliny, w szczególności w kontekście zastosowań leczniczych. Drugi z mitycznych cesarzy chińskich – Shennong, według tradycji jest autorem opisu 252 gatunków roślin leczniczych, zaś żyjący w latach 2697-2513 p.n.e. Thung Chun kontynuował opisywanie roślin o zastosowaniu medycznym.
Do końca XV wieku głównymi dziełami botaników pozostawały encyklopedyczne, alfabetyczne zestawienia gatunków roślin wraz z opisem ich zastosowań medycznych. Zestawienia takie nazywane były ogrodami zdrowia (Hortus sanitatis) i powstawały przede wszystkim jako wynik opracowań dzieł starożytnych Arystotelesa, Teofrasta, Dioskurydesa i Pliniusza Starego. Wiek XVI przyniósł przełom w naukach przyrodniczych. Botanicy epoki renesansu określani często jako naturaliści tworzyli dzieła, określane jako zielniki lub herbarze, łączące idee sztuki i nauki. Poza naukowymi opisami roślin zawierały one artystyczne ilustracje roślin. O ile w dziełach starożytnych i średniowiecznych opisanych zostało około 1000 gatunków roślin w dziełach botaników renesansowych opisy obejmowały już około 6000 gatunków. Było to związane z poznawaniem roślin pochodzących z dalekich podróży, głównie do Ameryki. W roku 1544 Pierandrea Matthioli w opracowaniu „Di Pedacio Dioscoride libri cinque della historia...” opisał pomidory jako nową odmianę mandragory nazwaną pomi d’oro. Inny naturalista Konrad Gesner opisał pomidora pod nazwą pomum aureum. W Rzymie w roku 1585 Castore Durante wydał zielnik pod tytułem „Herbario nuouo” (Nowy herbarz) zawierający opisy nie znanych wcześniej ziół amerykańskich. Zielnik ten został przetłumaczony na język niemiecki i hiszpański, w języku włoskim wydawany był aż 11 razy. W Anglii John Gerard w roku 1597 opublikował „The Herball, or General Natural History of Plants” które stało się najbardziej obszernym, ilustrowanym zbiorem opisów roślin w języku angielskim. Również w Anglii w roku 1653 lekarz, botanik Nicholas Culpeper opublikował „Complete Herbal”, obszerne dzieło opisujące lecznicze działanie roślin.
W pracach Leonharda Fuchsa oraz Remberta Dodoensa zawarte były słowniki terminów botanicznych. Wiele nowych pojęć pojawiło się także w pracy Historiae stirpium Valeriusa Cordusa. Były to między innymi nazwy typów korzeni, owoców oraz liści. Pierwszy nowożytny system klasyfikacyjny roślin opublikowany został w 1583 przez Włocha Andrea Cesalpino w dziele De plantis libri XVI. System był sztuczny, skonstruowany na podstawie pokroju rośliny oraz cech takich jak budowa owocu. Charakterystyczne dla epoki renesansu było powstanie licznych ilustracji roślin, także tych przywiezionych z Ameryki, wykonanych pod nadzorem botaników przez malarzy. Przy braku wspólnego nazewnictwa roślin oraz terminologii dotyczącej budowy ilustracje spełniały podstawową funkcję przy identyfikacji rośliny.
Próbki materiału roślinnego badane były przez naukowców od początku istnienia techniki mikroskopowej. W roku 1667 angielski naukowiec Robert Hooke w monografii zatytułowanej Micrographica opisał mikroskopijne przedziały w tkance korka, które nazwał „cells” od łacińskiego słowa cella oznaczającego mały pokój bądź kabinę lub też od słowa cellulae oznaczającego sześciokątny element plastra miodu. Był to pierwszy opis komórki roślinnej, chociaż znacznie inaczej rozumianej niż obecnie. Za równorzędnych twórców anatomii roślin jako dyscypliny naukowej uznaje się Nehemiaha Grewa oraz Marcello Malpighiego. Pierwszy z nich w serii publikacji w latach 1670-1682 opisał proces powstawania tkanek w organach roślinnych. Jest twórcą terminów „tkanka” oraz „parenchyma”. W 1679 Marcello Malpighi w pracy Anatomia plantarum opisał wewnętrzną budowę korzenia, włókna drewna oraz budowę aparatu szparkowego.
Joachim Jungius podobnie przyczynił się do rozwoju morfologii roślin dziełem Isagoge phytoscopia. Zostało ono opublikowane już po śmierci autora w roku 1678 w Hamburgu. Autor opisał różnorodność form łodyg, korzeni i kwiatów, kształtując jednocześnie terminologię naukową w zakresie morfologii roślin. Był też pierwszym botanikiem, który zwrócił uwagę na sztuczność podziału na drzewa i rośliny zielne, co było jednak ignorowane aż do klasyfikacji de Jussieu.
W 1694 Rudolf Jakob Camerarius w pracy De Sexu Plantarum Epistola wykazał, że pręciki i słupki związane są z płcią męską i żeńską, a pyłek jest czynnikiem uczestniczącym w zapłodnieniu.
W 1737 szwedzki przyrodnik Carl von Linné opublikował Genera Plantarum – dzieło dające podwaliny pod nowoczesny system klasyfikacyjny roślin, podstawę dzisiejszej taksonomii roślin. W 1753 Linneusz w Species Plantarum wprowadził binominalne nazewnictwo gatunków, które zdeterminowało dalszy rozwój taksonomii. Szwedzki naukowiec wszystkie opisane rośliny podzielił na 24 klasy, te z kolej na rzędy i rodziny. System Linneusza wykorzystywał też powstałą w roku 1700 koncepcję rodzaju. Chociaż stał się powszechnie używanym, był systemem sztucznym – grupował rośliny na podstawie podobieństwa.
Pierwszy naturalny system taksonomii, mający odzwierciedlać pokrewieństwo taksonów, został rozwinięty w roku 1789 przez Antoine de Jussieu.
Badania budowy roślin zapoczątkował niemiecki dramaturg i poeta interesujący się także nauką Johann Wolfgang von Goethe. Rok 1790, w którym opublikował książkę pod tytułem Versuch die Metamorphose der Pflanzen zu erklären uznawany jest za początek morfologii roślin jako dyscypliny naukowej, przy czym w niemieckiej tradycji botanicznej morfologia rozumiana jest jako budowa rośliny na każdym poziomie jej organizacji.
W wiek XIX botanika weszła z ograniczoną znajomością zewnętrznej budowy roślin i elementarną wiedzą o ich anatomii. Jednak w ciągu tego wieku nastąpił znaczny rozwój wiedzy o roślinach. Stało się tak z powodu dostępu do coraz lepszych przyrządów optycznych, postępów w zakresie fizjologii i anatomii, rozszerzeniu badań botanicznych na wszystkie kontynenty i uprawę w europejskich ogrodach roślin pochodzących z całego świata. Opisy roślin z różnych regionów geograficznych opracowane przez Aleksandra Humboldta zapoczątkowały rozwój geografii roślin. Badania Karola Naegeliego pozwoliły poznać proces rozwoju komórek, tkanek i narządów. Fizjologiczne badania przeprowadzone między innymi przez Juliusza Sachsa, Wilhelma Pfeffera i Klimienta Timiriazewa ostatecznie obaliły teorię humusową. Doświadczenia Karola von Goebla zapoczątkowały organografię roślin. Edward Strasburger w roku 1875 opisał mitozę, co pozwoliło zrozumieć proces podziału komórki. Sergiej Nawaszin w roku 1898 opisał podwójne zapłodnienie u roślin okrytozalążkowych.
Teorie ewolucyjne Karola Darwina i odkrycie praw dziedziczenia Grzegorza Mendla spowodowały potrzebę porządkowania świata roślin z zastosowaniem taksonomii filogenetycznej. Za pierwszy system tego rodzaju uznaje się pracę Augusta Eichlera pt. Syllabus der Vorlesungen über Phanerogamenkunde (1876).

## Działalność naukowa i dydaktyczna
Botanika uprawiana jest w instytutach, katedrach i zakładach licznych szkół wyższych, zajmują się nią różne akademie (korporacje uczonych, w Polsce np. Polska Akademia Nauk), fundacje, organizacje i inne instytucje. Specjalizują się w botanice w szczególności ogrody botaniczne i herbaria. Uczeni zajmujący się botaniką, reprezentujący różne towarzystwa naukowe, spotykają się w cyklu 6-letnim na Międzynarodowych Kongresach Botanicznych. Do organizacji o kluczowym znaczeniu należą m.in.: International Association for Plant Taxonomy, International Association for Vegetation Science, Botanical Society of America, w Polsce – Polskie Towarzystwo Botaniczne.
Wydawanych jest wiele periodyków naukowych poświęconych botanice o zasięgu światowym. Wykaz światowych czasopism botanicznych dostępnych w Internecie obejmuje w lutym 2016 roku 1272 tytułów.

## Upamiętnienie
Uchwałą Senatu RP X kadencji z 26 listopada 2021 rok 2022 ustanowiono Rokiem Botaniki z okazji 100-lecia powstania Polskiego Towarzystwa Botanicznego.